# Новое еврейское кладбище (Люденшайд)
Новое еврейское кладбище в Люденшайде (нем. Neuer jüdischer Friedhof Lüdenscheid) — кладбище в городе Люденшайд, расположенное на юге района Рамсберг и содержащее около 50 надгробных камней.